# Melgar de Yuso (kommun)
Melgar de Yuso är en kommun i Spanien.   Den ligger i provinsen Provincia de Palencia och regionen Kastilien och Leon, i den norra delen av landet, 210 km norr om huvudstaden Madrid. Antalet invånare är 287.